# Claiborne County, Tennessee
Claiborne County är ett administrativt område i delstaten Tennessee, USA, med 32 213 invånare. Den administrativa huvudorten (county seat) är Tazewell. 

## Geografi
Enligt United States Census Bureau så har countyt en total area på 1 144 km². 1 125 km² av den arean är land och 19 km² är vatten. 

### Angränsande countyn
- Bell County, Kentucky - nord
- Lee County, Virginia - nordost
- Hancock County - öst
- Grainger County - sydost
- Union County - sydväst
- Campbell County - väst
- Whitley County, Kentucky - nordväst